# Charlot fa una cura
Charlot fa una cura (The Cure) è un film interpretato, diretto e prodotto da Charlie Chaplin; fu proiettato la prima volta il 16 aprile 1917. In Italia è anche noto con il titolo La cura miracolosa.
Il film fu distribuito nel giorno del ventottesimo compleanno di Chaplin.

## Trama
Charlot è un ubriacone che va alle terme per depurarsi. Già l'arrivo del nuovo ospite allo stabilimento termale e il suo stato visibilmente alterato, denotano la predilezione di questi più all'alcool che all'acqua, per quanto curativa, e il baule al seguito come bagaglio, colmo di bottiglie di liquore, confermerà l'impressione, destando vivo interesse da parte del personale di servizio, in particolare di un vecchio e decrepito fattorino che avrà modo in seguito di apprezzare la qualità della personale collezione del cliente.
Le porte girevoli degli alberghi possono a volte creare difficoltà: Charlot rischia la decapitazione rimanendovi incastrato con la testa ed un grande e grosso cliente gottoso, dal piede fasciato, rischia di vederselo amputare coinvolto dai girotondi di Charlot nel tentativo di indovinare l'uscita dalla giostra involontaria.

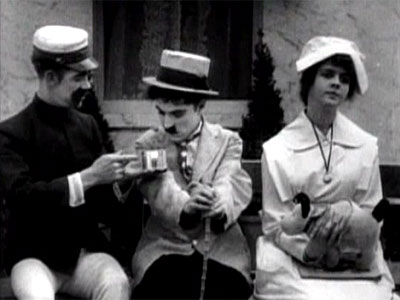
Una scena del film

Anche Charlot deve sottostare alle pensate dello staff e costretto ad aggregarsi alla comitiva di ospiti raccolta in piacevole conversazione intorno al pozzo da dove si attinge l'acqua curativa e diuretica la cui prima sorsata costringerà Charlot ad una precipitosa fuga per soddisfare un'impellente necessità fisiologica... una generosa sorsata di alcool quale antidoto all'aborrito liquido termale forzatamente ingollato. Il cliente gottoso ha un debole per le belle ragazze e quantunque non gradito si prodiga in galanterie con la graziosa ospite che non disdegna invece le generose attenzioni di Charlot, scambiato in un primo momento dal direttore termale quale responsabile del disturbo apportato alla ragazza, ma le precisazioni di questa generano le scuse della direzione che per sdebitarsi offre a Charlot un pacchetto di massaggi e bagni speciali.
Nel frattempo nella sua camera, il baule ed il suo contenuto proibito, in un simile centro di cura, viene scoperto e disperso fuori dalla finestra, finendo esattamente dentro il pozzo termale sottostante. Immediato il beneficio umorale degli ospiti. Quando Charlot, sfuggito dalle grinfie dell'erculeo, criminale massaggiatore, più simile ad un lottatore olimpico che dispensatore di benessere, farà ritorno nella sala dell'albergo troverà tutta la clientela scatenata in frenetiche danze, miracolata dagli effetti straordinari dell'acqua termale "aggiustata".
Tranne la graziosa ospite, unica sobria della comitiva, delle cui grazie e compagnia già se ne pregusta le delizie Charlot, che raggiungendola, finisce però involontariamente per cadere dentro il miracoloso pozzo termale, scomparendo alla vista della bella e degli spettatori.

## Caratteristiche
Il film dura 19 minuti e presenta ben 181 inquadrature, con una velocità che è paragonabile al montaggio brevissimo di Ėjzenštejn ne La corazzata Potëmkin, che a lui si ispirò. La cinepresa per Chaplin si sposta quindi con rapidità incredibile, ma con la bellezza e la precisione della danza.